# Gand-Wevelgem 1993
La Gand-Wevelgem 1993, cinquantacinquesima edizione della corsa, si svolse il 7 aprile 1993, per un percorso totale di 210 km. Fu vinta dall'italiano Mario Cipollini, al traguardo con il tempo di 5h23'10" alla media di 38,989 km/h.
Partirono 182 ciclisti, 61 di essi tagliarono il traguardo.

## Ordine d'arrivo (Top 10)
| Pos. | Corridore                | Squadra          | Tempo    |
| ---- | ------------------------ | ---------------- | -------- |
| 1    | Mario Cipollini          | GB-MG Maglificio | 5h23'10" |
| 2    | Eric Vanderaerden        | Wordperfect      | s.t.     |
| 3    | Djamolidine Abdoujaparov | Lampre-Polti     | s.t.     |
| 4    | Frédéric Moncassin       | Wordperfect      | s.t.     |
| 5    | Olaf Ludwig              | Telekom          | s.t.     |
| 6    | Johan Capiot             | TVM-Bison Kit    | s.t.     |
| 7    | Laurent Jalabert         | ONCE             | s.t.     |
| 8    | Wilfried Nelissen        | Novemail         | s.t.     |
| 9    | Michele Bartoli          | Mercatone Uno    | s.t.     |
| 10   | Adriano Baffi            | Mercatone Uno    | s.t.     |